# Twist and Shout (album)
Pour les articles homonymes, voir Twist and Shout (homonymie).
Albums nord-américains des Beatles
Meet The Beatles!
(1964) The Beatles' Second Album
(1964)
Albums canadiens des Beatles
Beatlemania! With the Beatles
(1963) The Beatles' Long Tall Sally
(1964)
Twist and Shout est un album du groupe britannique The Beatles publié le 3 février 1964. C'est le second disque publié par le label Capitol Records of Canada exclusivement pour le marché canadien.

## Publication
À l'instar de Beatlemania! With the Beatles, le premier disque canadien qui était semblable à son homologue britannique, ce disque est une réédition de Please Please Me paru l'année précédente en Angleterre mais cette fois avec deux variations. Il est aussi similaire au disque Introducing… The Beatles publié aux États-Unis sur l’étiquette Vee-Jay Records le mois précédent et à The Early Beatles publié par Capitol en 1965.
Produit par Paul White, responsable du département des nouveaux artistes et répertoire chez Capitol of Canada à Toronto, ce disque reprend la photo de la pochette du maxi Twist And Shout prise par Fiona Adams (en) à Londres et met en évidence la chanson She Loves You qui a déjà atteint le sommet du palmarès CHUM de Toronto en décembre 1963. À l'endos se trouve un texte promotionnel au sujet du groupe et une courte biographie des quatre membres sous une photo signée Dezo Hoffmann. Pour un temps limité, une photo du groupe, prise par le même photographe, était offerte en prime à l'achat du disque . Contrairement aux albums américains, le mixage des chansons est identique aux éditions anglaise.
Les chansons From Me to You et There's a Place seront ici pour longtemps inédites en Amérique dans ce format car elles ne seront incluses dans le 33-tours américain Rarities qu'en 1980.

### Différences avec les autres versions

#### Please Please Me
Sur Twist and Shout, on a remplacé les deux premières pistes de l'édition britannique, I Saw Her Standing There et Misery, par From Me to You à la fin de la face 1 (qui sera longtemps inédite sur un 33 tours autant en Angleterre qu'aux États-Unis) et She Loves You qui clos l'album. Les deux chansons omises seront placées sur The Beatles' Long Tall Sally, la prochaine édition canadienne.

#### Introducing… The Beatles
Ce disque américain du label Vee-Jay ne compte que douze des quatorze titres et est publié en deux versions. La première omet les chansons Ask Me Why et Please Please Me. Comme le label a perdu les droits de Love Me Do et P.S. I Love You, la seconde version élimine celles-ci du 33 tours, remplacées avec les deux chansons précédemment exclues. Ces quatre chansons sont toutes présentes sur Twist and Shout. Le 15 octobre 1964, Vee-Jay perd définitivement les droits de publication de toutes les chansons des Beatles.

#### The Early Beatles
À la suite de la disparition du disque Introducing… The Beatles, l'album The Early Beatles est publié en 1965 par Capitol Records afin de compléter sa discographie. On y supprime les chansons I Saw Her Standing There (qui était déjà incluse sur le disque Meet The Beatles!), There's a Place et Misery pour ne conserver que onze des chansons du disque britannique. En sol nord-américain, comme ces deux dernières chansons ne seront pas incluses dans les 33-tours publiés aux États-Unis, elles étaient donc uniquement retrouvées en format 33 tours qu'au Canada; There's a Place ici, sur l'album Twist and Shout, et Misery sur The Beatles' Long Tall Sally. Elles seront finalement incluses sur le disque américain Rarities en 1980.

## Liste des chansons
Les auteurs sont présentés tels qu'ils sont écrits sur les étiquettes de l'édition originelle; dans le cas d'une reprise, le nom de l'interprète original est inscrit à côté du titre. Toutes les chansons sont tirées de l'album Please Please Me sauf From Me to You et She Loves You, deux faces A de singles notée ƒA.
| 1. | Anna (Go to Him) (Arthur Alexander) | Arthur Alexanda [sic] | John Lennon                 | 2:54 |
| 2. | Chains (The Cookies)                | Goffin – King         | George Harrison             | 2:23 |
| 3. | Boys (The Shirelles)                | Dixon – Farrell (en)  | Ringo Starr                 | 2:24 |
| 4. | Ask Me Why                          | McCartney – Lennon    | John Lennon                 | 2:24 |
| 5. | Please Please Me                    | McCartney – Lennon    | John Lennon                 | 2:00 |
| 6. | Love Me Do                          | Lennon – McCartney    | John Lennon, Paul McCartney | 2:19 |
| 7. | From Me to You ƒA                   | McCartney – Lennon    | John Lennon, Paul McCartney | 2:00 |

| 8.  | P.S. I Love You                      | Lennon – McCartney           | Paul McCartney              | 2:02 |
| 9.  | Baby It's You (The Shirelles)        | David – Williams – Bacharach | John Lennon                 | 2:35 |
| 10. | Do You Want to Know a Secret         | McCartney – Lennon           | George Harrison             | 1:56 |
| 11. | A Taste of Honey (Herb Alpert)       | Scott – Marlow               | Paul McCartney              | 2:01 |
| 12. | There's a Place                      | McCartney – Lennon           | John Lennon, Paul McCartney | 1:49 |
| 13. | Twist and Shout (The Isley Brothers) | Russell – Medley             | John Lennon                 | 2:33 |
| 14. | She Loves You ƒA                     | Lennon – McCartney           | John Lennon, Paul McCartney | 2:23 |